# 半圆溪蟹属
半圆溪蟹属（学名：Semicirculara）为溪蟹科的一个属。

## 下属物种
本属包括以下物种：
- 临沧半圆溪蟹 Semicirculara lincangensis KL Chu, PF Wang & HY Sun, 2018